# Nationaal milieumonument

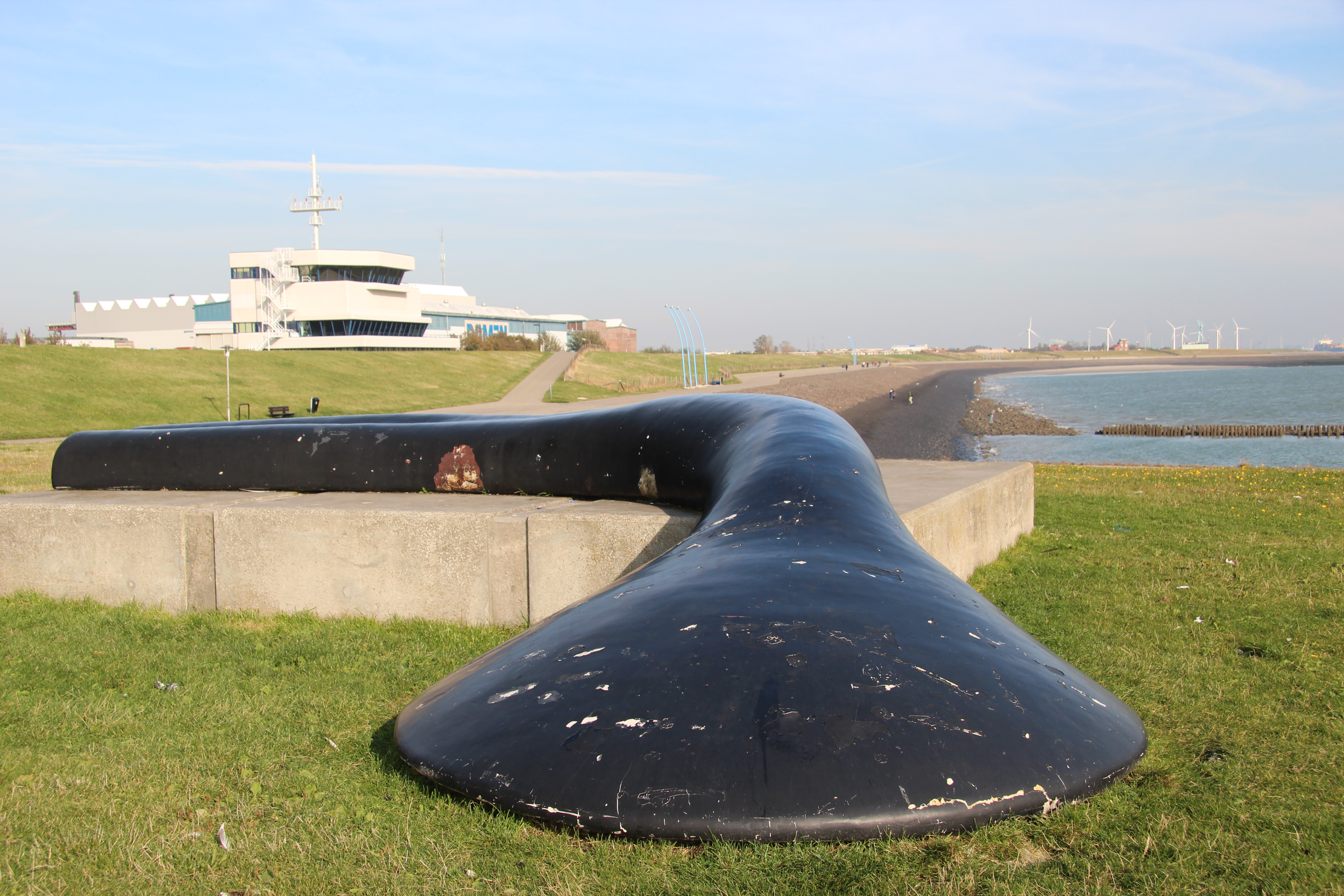

Het Nationaal milieumonument is ontworpen door de Belgische kunstenares Lidy Hoewaer werd in 1987, het Europees jaar van het milieu, onthuld op het badstrand in Vlissingen. Nadat het kunstwerk in 1991 tijdens een voorjaarsstorm is stukgeslagen is het in augustus 1993 herplaatst op de glooiing bij de Oranjemolen in Vlissingen.
Het milieumonument is geplaatst op initiatief van de Stichting Jaar van het Milieu en stelt aangespoelde en gestolde druppel olie voor. De plaatsing van het monument heeft veel voeten in aarde gehad. Zo moest het bestemmingsplan van het badstrand worden gewijzigd.
Het monument dat 339.000 gulden heeft gekost is gefinancierd door de Europese Commissie (75.000), het Ministerie van VROM en enkele sponsors. Al voor de onthulling van het Nationaal Milieumonument maakten actievoerders bezwaar tegen te plaatsing. Tegenstanders waren van mening dat de oprichting van een monument voor het milieu juist een teken zou zijn dat de strijd voor een beter milieu wordt opgegeven. Een week voor de onthulling is het monument met verf besmeurd door anonieme actievoerders van de actiegroep Schone Schelde. Ook tijdens de onthulling van het monument door toenmalige milieuminister Ed Nijpels lieten tegenstanders van zich horen. Actievoerders van de werkgroep Noordzee, de landelijke vereniging tot behoud van de Waddenzee en de Vogelbescherming Nederland bedekten het monument direct na de onthulling waarmee ze onder meer de aandacht wilden vestigen op de lozing van fosfaten in de Westerschelde door chemiebedrijf Hoechst en de cadmiumproblematiek in de Nieuwe Waterweg.
Sinds de herplaatsing van het milieumonument op de glooiing bij de Oranjemolen wordt het niet langer bij hoog water overspoeld. Dit gemis wordt enigszins gecompenseerd door het beeld van de kerncentrale in Borssele en chemieconcern Dow Chemical bij Terneuzen dat in de nieuwe context zichtbaar is.